# Bad Decisions
Bad Decisions is een nummer van de Britse band Bastille. Het werd uitgebracht op 14 juni 2019 en is een van de nummers op het album Doom Days.

## Muziekvideo
Op 25 september werd er een muziekvideo op YouTube geplaatst voor dit nummer. Dit duurt 3 minuten en 39 seconden. De hoofdrolspeler is Dan Smith. Hij prijst zijn boek Bad Decisions aan, om mensen te doen voorkomen om foute beslissingen te maken. Daarnaast vertolkt hij nog tal van andere personages, die allemaal foute beslissingen nemen.